# Инвагинация (эмбриология)

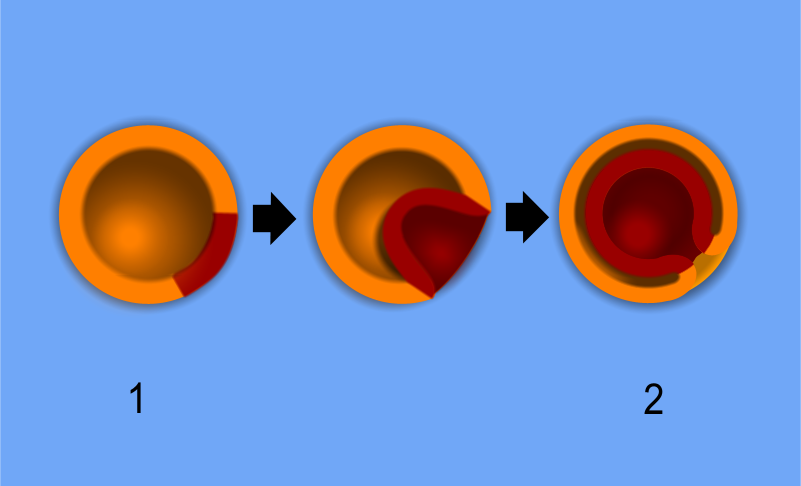
Инвагинация. Оранжевое — эктодерма, красное — материал будущих энтодермы и мезодермы, 1 — бластула, 2 — гаструла.

Инвагинация (в эмбриологии) — тип гаструляции, присущий некоторым кишечнополостным (сцифоидные медузы, коралловые полипы), широко распространённый у более высших форм. Осуществляется путём впячивания клеточного пласта вегетативной стенки бластулы, не утратившего эпителиальной структуры, внутрь бластоцеля (полости дробления). Полость вворачивания называется гастроцелем, а ведущее в неё отверстие — бластопором (первичным ртом). Края бластопора называются его губами.
Так как при инвагинации механическая целостность стенки бластулы не нарушается, очевидно, что вворачивание дна бластулы должно сопровождаться значительным смещением клеточного материала боковых стенок в вегетативном направлении (вегетопетально). Вегетопетальные движения того слоя, который в данный момент ещё находится на поверхности гаструлы, называют эпиболией (обрастанием).
Материал, оставшийся на поверхности зародыша после завершения инвагинации (гаструляции в целом), есть наружный зародышевый листок, или эктодерма. Погрузившийся внутрь материал содержит, кроме энтодермы (внутреннего зародышевого листка), ещё и материал будущей мезодермы (среднего зародышевого листка), который потом отделяется от энтодермы. Лишь у кишечнополостных этот материал представляет собой чистую энтодерму.